# Frank Birodalom
A Frank Királyság, vagy a hivatalos dokumentumokban fellelhető latin nevén: Regnum Francorum — elterjedt, de nem hivatalos közkeletű nevén: Frank Birodalom — az V. században, Gallia északi részén létrejött történelmi állam(482–843). A frankok országának státusza hivatalosan csak királyság volt és nem császárság (birodalom). Nagy Károly még római császárrá koronázása után is külön viselte a frank király titulust a római császár mellett. A frankok germán törzse Frízia felől, a rómaiak szövetségeseként érkezett a kései Római Birodalomba, ahol évszázados államalakulatot hozott létre. Két nagy csoportjuk a száli és a ripuári frankoké. A 9. századra (esetleg még korábban) ez az elkülönítés már értelmét vesztette, de a jogrendszerben jó ideig tovább élt.
A Nyugatrómai Birodalom bukása után a frank állam lett a legerősebb germán állam, a világon elsőként itt alakult ki és szilárdult meg a feudális rendszer.
A Frank Birodalmat a két egymást követő dinasztia, a Merovingok és a Karolingok idején többször is felosztották. A frank királyok hatalmas magánbirtokként tekintettek birodalmukra, és egy-egy uralkodó örökségét gyakran felosztották fiai között. Részben emiatt igen nehéz pontosan meghatározni az egyes frank királyságok határait, fennállásuk idejét és uralkodójuk kilétét.

## A Frank Birodalom története

### A legkorábbi frankok
A korai frank történelem még mindig sok ponton tisztázatlan. Legfontosabb forrásunk, a gall–latin krónikás, Tours-i Szent Gergely (573-594), akinek Historia Francorum (A frankok története) című műve az 594-ig lezajlott eseményekkel foglalkozik, idéz elveszett és máshonnan nem ismert munkákat (Alexander Sulpiciustól és Frigeridustól), és felhasználja a több jelentős frank személyiséget is ismerő Gergely saját tapasztalatait is. A Historia mellett van néhány korábbi római forrásunk is, Ammianus Marcellinus és Sidonius Apollinaris.
A népvándorlás korának szakértői közül sokan azon az állásponton vannak, hogy a frank törzs több kisebb germán népcsoport egyesülésével jött létre, amelyek szálláshelye a Rajna völgye és a tőle közvetlenül keletre elhelyezkedő területek voltak. Ennek okaként azokat a társadalmi változásokat jelölik meg, amelyek a Római Birodalom és a markomannok között 166-ban kezdődött háború és a 2. és 3. században bekövetkező újabb konfliktusok nyomán növekvő zűrzavar miatt indultak meg. Tours-i Szent Gergely állítása szerint a frankok eredetileg Pannóniában laktak, és onnan települtek át a Rajna partjára. A mai Hollandia egy északkeleti területének (a Római Birodalom egykori határától északra) elnevezése (Salland) talán a száli frankok nevéből származik.
250 körül frankok egy csoportja, Róma gyengülését kihasználva egész Tarragonáig (a mai Spanyolországban) hatolt, és egy évtizedig sanyargatta a vidéket, míg a római erők legyőzték és elkergették őket. Mintegy negyven évvel később a frankok a Schelde-menti régiót szállták meg, és ellenőrzésük alá vonták a Britanniába vezető vízi utakat; a rómaiak lecsendesítették, de kiűzni nem tudták őket.

### Az önállóság előtt
355-358-ban II. Constantius idején a frankok újra ellenőrzésük alá vonták a rajnai hajózási útvonalat, de ismét sikerült megbékíteni őket, Gallia Belgica provincia egy jelentős részének átadásával. Ezután 358-tól a frankok Róma szövetségesei, s határvédelmi feladatokat láttak el. 432-ben Chlodion vezetésével és Flavius Aëtius engedélyével a Somme folyóig nyomulnak.
A korai frank törzsfők – Faramond (419 körül-427 körül) és Chlodion (428 körül-447/449) – mintha inkább a mítoszok, mint a tények világába tartoznának; a Merovingokkal való kapcsolatuk ismeretlen. Chlodiont Tours-i Gergely említi, mint az első királyt, aki gall területeket hódított meg, bevette Camaracumot (a mai Cambrai-t). Sidonius beszámol róla, hogy Aëtius visszaszorította őket 431 körül. A frank területszerzések a későbbi századokban folytatódtak, a germán frankok egyre több gall és latin népesség felett uralkodnak majd. A 451-ben lezajlott catalaunumi csatában a száli frankok a hunok oldalán, míg a ripuári frankok mint római szövetségesek vettek részt.
Gergely forrásai a frankok királyaként Meroveust (Merovech) nevezik meg, aki talán Chlodion fia volt. Őt I. Childeric követte, akit az 1653-ban felfedezett sírjában talált gyűrű alapján azonosítottak.
I. Childerich száli frank király alatt a frankok még a rómaiak szövetségesei voltak, de fia I. Chlodvig – a birodalom és a Meroving-dinasztia megalapítója – már szembefordult a velük. 486-ban aratott soissons-i győzelme után a frankok egyeduralkodója lett. 496-ban, az alemannok legyőzése után keresztény hitre tért. 507-ben Vouillé mellett legyőzte a nyugati gótokat és elfoglalta Gallia déli részét. Ekkorra már hódításaival kivívta, hogy királyságát elismerje I. Anastasius bizánci császár. A birodalom fővárosává Párizst tette. 511-ben bekövetkezett halálakor a birodalmat felosztotta négy fia, Chlodomer, I. Childebert, I. Chlothar és I. Theoderich között. A négy fiú és a későbbi frank uralkodók mindegyike a 6-7. században a saját terület növelését és a birodalom újraegyesítését tekintette kormányzása végcéljának. Utoljára e törekvés a Meroving-dinasztia utolsó jelentős uralkodójának, I. Dagobertnek sikerült, akinek halála után 639-ben a birodalom két részre, Austrasiára és Neustriára vált szét. Ettől kezdve a tényleges hatalmat az udvartartás élén álló majordomusok gyakorolták mindkét birodalomrészben. Az austrasiai majordomus, Pipin 687-ben Tertynél lezajlott csatában győzelmet aratott és sikerrel egyesítette a birodalmat. Tőle ered a Karoling-dinasztia, amelynek hatalmát fia, Martell Károly majordomus (714–741) alapozta meg. Martell Károly állította meg 732-ben a poitiers-i csatában az arabok előretörését a Pireneusi-félsziget felől, megkezdte az egyházi birtokok kisajátítását, s azokat hűbérként hívei között osztotta fel. Fia Kis Pippin letaszította a trónjáról az utolsó Meroving uralkodót, III. Childerichet, és 751-ben királlyá koronáztatta magát.
768-ban I. (Nagy) Károly trónra lépésével új korszak kezdődött a birodalom történetében. I. (Nagy) Károly 772-ben a szászok, 774-ben a longobárdok és az avarok, majd 796-ig a horvátok legyőzésével megteremtette a keresztény Nyugat-Európa politikai egységét. 800-ban Rómában a pápával koronáztatta magát a római császárok utódjává, ami legfőbb célja volt. 801-ben az araboktól elfoglalta Barcelonát. Uralkodása alatt udvarában virágzott az írásbeliség, melyet számos kolostori iskola alapításával is terjesztett. A birodalom ekkor élte kulturális és művészeti fénykorát.
Nagy Károly örököse a fia, Jámbor Lajos lett, aki hatalmas, de a leigázott népek lázongásai miatt gyengülő birodalmat örökölt. 843-ban Lajos fiai a verduni szerződésben a birodalmat végleg felosztották. 855-ben bekövetkezett halála után a területi szétaprózódás folytatódott. (870. meerseni szerződés, 880. ribémont-i szerződés). A feudális rendszer elsőnek a Frank Birodalom területén alakult ki és szilárdult meg, s a frank állam szolgált bázisul Franciaország, Németország és Itália kialakulásához.

### A frank állam megalakítása
476-ban I. Childerich király már független királyként egészen a Loire-ig foglalta el a római földeket. 482-ben Childerich fia, I. Klodvig lépett a trónra. Egyesítette a frank törzseket — kit erőszakkal, kit békésen vont uralma alá. 486-ban a Soissons melletti csatában legyőzte az utolsó nyugatrómai helytartót, Syagriust, és ezzel Gallia északi részének ura lett. Rouen, Reims és Párizs elfoglalása, valamint a száli frank törzsek erőszakos egyesítése után 496-ban felesége, a burgund Chrodechildis hatására és a helyi római lakosság támogatásának elnyerése céljából (Szent) Remigiusz reimsi püspöktől felvette a katolikus hitet. A tolbiaci csatában legyőzte az alemannokat. A burgundok alávetése után az 507-ben, a Poitiers melletti Vouilé-nál vívott csatában legyőzte a nyugati gótokat is. A csatában elesett II. Alarik nyugati gót király is, ésw eredményeként a frankok elfoglalták csaknem egész Akvitániát. Hispánián kívül csak Narbonne és Gascogne maradt a nyugati gótok kezén.
A birodalom politikai és hatalmi egységének megteremtése után mély, egészen a 9. századig tartó társadalmi és gazdasági átalakulás kezdődött. I. Klodvig és kísérete elfoglalta a földek nagy részét. Vazallusaiból és főpapokból alakult ki a hűbéri uralkodó osztály. Megkezdődött a szabad frank parasztok jobbágysorba kényszerítése és ezzel egtyidőben a galliai colonusok jobbágysorba emelkedtek. A római jogrendszer átvételével a katolikus egyház hathatós támogatása mellett gyorsan romanizálódtak a frankok, és megszilárdult a hűbéri rend. A vagyon a birtokolt földterület méretétől függött, ezért a földbirtokos osztály a királytól szolgálataiért kapott föld örökölhetővé tételében voltak érdekelt. Az államháztartás alapja a terménygazdálkodás volt, így a király és a földbirtokosok időről időre szembe kerültek.
Párizs még I. Klodvig uralkodása alatt a birodalom fővárosa lett, de ezzel nem vált kizárólagos központtá, mivel az uralkodó — a feudális rendszerből adódóan — folyamatosan járta birodalmát, és az egyes megállókon felélte a terményben gyűjtött adót. A birodalmat grófságokra osztották. Ezek központjait, amelyekben az uralkodó megszállt, pfalzoknak nevezzük. A legtöbb ilyen központ a frank törzs területén, a mai francia és német határ mentén, tehát Frankföld és Austrasia területén volt. Ezekben jellemzőem aulának nevezett reprezentatív fogadóteret (aminek előképe a germán hosszúház) és egy attól különálló kápolnát építettek. Ilyen karoling-kori pfalzot tártak fel például Frankfurtban, Paderbornban, Goslarban és Zürichben is. Két, Nagy Károly idején épült pfalz — Ingelheimben, illetve Aachenben — erőteljes antik hatást mutat; utóbbi előképe a bizánci császárok palotája volt. Aachen Nagy Károly uralkodásának második felében vált kiemelt központtá, amikor a császár minden telét itt töltötte — valószínűleg a termálfürdők miatt.

### A megosztottság és az egység váltakozása – a Merovingok
I. Chlodvig 511. november 27-én bekövetkezett halála után fiai egymás között felosztották a birodalmat. I. Theuderich fővárosa Reims, Chlodomeré Orléans, I. Childeberté Párizs és I. Chlotharé Soissons lett. 531-ben Theuderich és Chlothar összefogva a szászokkal megdöntötte Erminfried türingiai államát és megszállta a Majna-vidéket. Az 523-524-ben vezetett sikertelen hadjárat után 532-ben Autun mellett legyőzik az utolsó burgund király, III. Gundomar seregét és 534-ben elfoglalták Burgundiát. Ugyanebben az évben a bajor törzsek, kiknek élén a Merovingektől laza függésben lévő Agilolfing fejedelmi család állt, elfoglalták a Lech és az Inn vidékét, majd Felső-Pfalzot. 539-ben I. Theuderich fia, I. Theudebert átmenetileg meghódította Velence és Liguria egy részét az egyesült bizánci és keleti gót hadsereg legyőzése révén. I. Theudebert saját pénzt is veretett. I. Theuderich testvérének, I. Childebertnek a halála után I. Clotharnak 558–561 között rövid időre sikerült egyesítenie a frank birodalmat, de halála után az újra felosztásra került a fiai között. Champagne, Maas- és Mosel-vidék alkotott Austrasia néven új államot. Fővárosa Metz lett. A romanizált nyugati területek a Scheldétől a Loire-ig képezték Neustria állam területét, melynek fővárosa Párizs volt. A felső és alsó Loire- és Rhone-vidék Burgundia, illetve Aquitania államnak, s ennek fővárosa Orléans lett. Az elkövetkező közel két évszázad történéseit a birodalomban a királyi család belső és a nagybirtokosokkal folytatott harcai jellemezték.
561-ben kitört a viszálykodás Neustria uralkodója, I. Chilperich és az Austrasiát kormányzó I. Sigebert között. Az ellenségeskedést a feleségek, Fredegunda és Brünhilde egymással szembeni gyűlölete szította a háttérben. Több királygyilkosság után Burgundia Austrasia fennhatósága alá került, de Arnulf metzi püspök vezetésével az austrasiai nemesség fellázadt Brünhilde régens ellen és a neustriai II. Clothart ismerte el királyának, kinek jogara alatt 613-ban ismét egyesült a birodalom. A 614-ben kiadott Edictum Chlotharii megerősítette az arisztokrácia uralmát. Az egyes országrészek egyesítése kapcsán a városi lakosságra nehezedő kincstári terhek növekedtek, ami a lakosság, s ezen belül is a kézművesek elégedetlenségét fokozta, ami 580-ban Limogesben felkelést robbantott ki. Ettől kezdve a tényleges hatalom egyre inkább a király fegyveres kíséretének és a királyi igazgatás fejének, a majordomusnak a kezébe került mindhárom országrészben. Az utolsó erélyes Meroving uralkodó, I. Dagobert 632-ben Csehországban, a Szamo vezette szláv csapatoktól elszenvedett veresége után a birodalom szétvált Austrasia, Neustria, Burgundia részekre.

### A majordomusok uralkodása
687-ben meggyilkolták Neustria majordomusát, Ebroint. Ezután a tertryi csatában II. (Heristáli vagy Középső) Pippin, Austrasia majordomusa győzött III. Theuderich Meroving-király és majordomusa, Berthar ellen és a hatalom egyedüli birtokosaként újra egyesítette a frank birodalmat. Aquitania, Bajorföld, Thüringia lényegében független államok maradtak, annak ellenére, hogy Pippin legyőzte a friezeket és az alemannokat is. 714-ben Martell Károly, Pippin fia lett apja halála után a majordomus a neustriai majordomusszal és Plektrudisszal, Pippin özvegyével szemben, aki 718-ban a Neustria elleni soissons-i csatában aratott győzelme után az összes frank terület ura lett, de bábként meghagyta a trónon a Merovingokat. 732-ben a frank birodalomnak egy komoly külső fenyegetéssel kellett szembenézni. Az I. Abd-ar-Rahman által vezetett mórok betörését a Tours és Poitiers között lezajlott győztes csatában sikerült visszaverni. 737-ig Martell Károly több Meroving árnyékkirály mellett volt majordomus. (638-656: II. Chlodvig, 657-671: III. Chlothar, 657-673: II. Childerich, 657-691: III. Theuderich, 678-711: III. Childebert, 711-715: III. Dagobert, 720-737: IV. Theuderich). Míg 737-től már király nélkül kormányzott.
741. október 22-én bekövetkezett halála előtt Martell Károly is a germán szokásjognak megfelelően felosztotta a birodalmat két fia, Kis Pippin és Karlmann között. Az előbbi Neustria, míg az utóbbi Austrasia majordumusa lett.

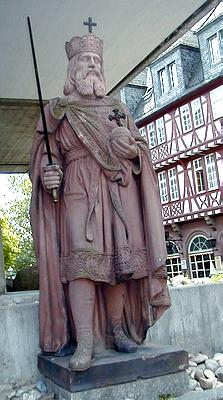
Nagy Károly szobra Frankfurtban

### A karolingok
Miután 747-ben Karlmann bevonult a Monte Cassinó-i kolostorba, III. (Kis) Pippin egyedül kormányzott. 751-ben Soissons-ban a birodalmi gyűlés Kis Pipint a frankok királyává választotta; ezzel kezdődött a Karoling dinasztia uralkodása. A királyi származás hiányát Zakariás pápa követének, Szent Bonifácnak az áldása pótolta. A minden hatalom nélküli utolsó Meroving uralkodó, III. Childerich kolostorba vonult. 754. január 7-én a longobárdok elől Párizsba menekült II. István pápa megismételte III. Kis Pipin királlyá szentelését abban a reményben, hogy a frank király hadjáratot vezet a longobárdok ellen. 756-ban a Pipin vissza is foglalta és a pápának adta a longobárdok hódításait (Ravenna, Romagna). Ez a terület lett az Egyházi Állam magja, ezzel kezdődött a pápák világi hatalma. Kis Pipin uralkodása alatt a birodalom területe hódítások révén gyarapodott, hatalma növekedett.

#### A frank birodalom fénykora
Kis Pipin halála (768) után a fiai, Karlmann (768–771) és a későbbi Nagy Károly kerültek a frank trónra. Karlmann a déli, Károly az északi részt örökölte, és amikor Karlmann 771-ben meghalt, Nagy Károly lett a birodalom egyedüli ura. Nagy Károly uralkodását az állandó háborúskodás jellemezte. 30 hódító hadjáratot vezetett 768 és 814 között. 772-ben az Elba és a Weser folyók közötti pogány, bomlófélben lévő nemzetiségi szervezetben élő négy, nagy szász törzset – angrivárok, osztfálok, vesztfálok, nordalbingiaik – támadta meg. A szászok és a frankok között évszázadok óta állandóak voltak a határvillongások. A háború kezdetén a frankok elfoglalták Eresburgot (ma Obermarsberg,Marsberg része) és elpusztították az Irminsult. 773–774-ben következett a longobárd állam meghódítása, melynek ürügyét felhasználva Nagy Károly átkelt az Alpokon Itália meghódítására, s elfoglalta Paviát.
775–780 között folytatódott a szászok elleni háború, s a frankok elfoglalták Hohensyburgot (ma Dortmund része), és leverték Widukind vesztfál törzsfő felkelését. 778-ban Nagy Károly – a barcelonai emír hívásának eleget téve – hadjáratot indított a córdobai kalifátus ellen, és ennek során bevette ugyan Pamplonát, de I. Abd-ar-Rahman visszaverte a frankok támadását a Pireneusokban. A roncesvalles-i völgyben ráadásul a baszkok megsemmisítették a visszavonuló Nagy Károly utóvédjét is. Itt vesztette életét Roland breton gróf is, a Roland-ének hőse. A csata következtében az ibériai frank hódítások egy időre elvesztek. 782–785 között újra fellángolt a szász háború. Widukind vezetésével a fellázadt szászok megsemmisítettek egy frank sereget. A megtorlás azonban nem maradt el. A frankok tömegkivégzést rendeztek a szászok között, Widukind Dániába menekült. A vérengzést újabb felkelési hullám követte. Ám az elsősorban szabad szász parasztokból álló felkelők vereséget szenvedtek Detmold mellett, majd a Hase menti csatában. Nagy Károly ezután az Elbáig nyomult előre, és meghódoltatta a szász arisztokráciát, amely megkeresztelkedve Károly szövetségese lett. Attignyben Widukindet is megkeresztelték.
787-ben II. Arechis herceg, az utolsó önálló longobárd tartomány, Beneventum ura indított támadást Nagy Károly ellen, sikertelenül. Ugyanebben az évben a frankok támadták a görögöket Dél-Itáliában és elfoglalták Bizánctól Isztriát. 788-ban Tasziló bajor herceg fellázadt Károly ellen. Károly leverte a lázadást. Bajorországot hűbéresévé tette, az utolsó germán nemzetségi törzsfőt, Taszilót pedig kolostorba záratta. A következő három évben hadjáratot vezetett a brandenburgi és pomerániai szláv törzsek ellen. 791-ben megtámadta a Kárpát-medencei avar birodalmat, de az őszi esőzések és az avarok „felperzselt föld taktikája” miatt vissza kellett vonulnia. 793-ban egy nagyobb mór sereg kelt át a Pireneusokon. A frankok Gellone-i Vilmos vezetésével vették fel a harcot, de az Orbieu folyó mentén, Carcassonne mellett vereséget szenvedtek. Ennek ellenére az arabok kénytelenek voltak visszavonulni. 795-ben Jámbor Lajos megalapította a Marca Hispanica spanyol őrgrófságot, hogy legyen egy ütközőzóna a Córdobai Emirátus és a birodalom között. 795–796-ban Erich friauli őrgróf és Károly fia, Pippin itáliai király hadjárata után az avar birodalom összeomlott. Nagy Károlynak 799-re ismét sikerült a szászokat tömeges kivégzések, a szász lakosságnak a birodalom más részeibe áttelepítése és a 797-ben a szász arisztokráciának adott kiváltságok (Capitulare Saxonicum) révén levernie.
799-ben III. Leó pápa az ellenpárt elől Nagy Károlyhoz menekült. Ő a segítségnyújtás ürügyén bevonult Rómába, és 800. dec. 25-én római császárrá koronáztatta magát a pápával. Károly a koronázással bejelentette igényét a római egyház feletti uralomra is, ezzel újra ellentétbe került a bizánci császári udvarral, amely az új császárt csak a Bizánci Birodalom alárendeltjeként (Romanum gubernans imperium) fogadta el. A Nagy Károly fia, Jámbor Lajos által vezetett frankok ezután 801-ben, egy évig tartó ostrommal elfoglalták Barcelonát, majd 811-ben Tortosát. A bizánci–cordobai szövetséggel szemben állva erősítették kapcsolataikat Hárún ar-Rasíd bagdadi kalifátusával. 804-ben a szászok ellen vezetett utolsó hadjárat végleg biztosította Károly uralmát. A következő két évben a cseh és szorb törzsek is Nagy Károly adófizetői lettek, miközben ő Észak-Itáliában és Dalmáciában is hadi sikereket aratott.
808-ban Godfred dán király sikertelen betörést hajtott végre Nordalbingiába, s az újonnan épített frank flotta és a dán flotta között is ütközet zajlott le. 810-ben a Velence feletti uralomért összetűzésre került sor a bizánci flottával is, ez Pippin itáliai király győzelmével végződött. Ugyanebben az évben meggyilkolták Göttriket, a dánok királyát. Ezután Károlynak 811-ben sikerült békét kötnie az új dán királlyal, Hemminggel. 812-ben az aacheni békeszerződésben I. Mihály bizánci császár elismerte Károly nyugati császári címét és jogait Velencére és Dalmáciára, ugyanakkor e területek ténylegesen visszakerültek Bizánchoz. A szerződéssel Nagy Károly birodalma és a pápa jogilag is egyenrangú lett Bizánccal. 813-ban Károly társcsászárrá jelölte fiát, Lajost, akit a pápa közreműködése nélkül ő koronázott meg. Nagy Károly 814. január 28-án halt meg Aachenben, ahol saját kápolnájában temették el.

## A birodalom feldarabolása

A Frank Birodalom területének változása 481–814 között

Nagy Károly fia, akit a történetírás Jámbor Lajos névvel illet, erősen egyházi befolyás alatt állt és szembefordult apja egyházpolitikájával, ami az egyházat az állam alá rendelte. Ő maga teret engedett az egyház világi hatalmáért küzdő egyházon belüli mozgalomnak. E politikának is köszönhetően IV. István pápa 816-ban másodszor is megkoronázta Jámbor Lajost, aki még életében, 817-ben kénytelen volt fölosztani a birodalmát három fia: Lothár, Pippin és Lajos között.
Lothárt társcsászárrá és trónörökössé nevezte ki, Pippin Aquitania, Lajos pedig Bajorország királya lett. I. Lothar társcsászár 824-ben Rómában kiadott törvénye, a „Constitutio Romana” újra megkövetelte a pápától a felszentelése előtt a császárnak tett hűségesküt. Az egyházi tanácsot állandó császári megbízott, a missus felügyelete alá helyezte. Ezzel újra megvalósult a császárnak a pápa feletti fennhatósága. I. (Német) Lajos 828-ban felszámolta Pannonia kettéosztottságát, a tartomány új neve Regio Pannonia lett. 829-ben Jámbor Lajos második feleségétől, Welf Judittól származó fiának, a későbbi II. (Kopasz) Károlynak juttatta Lothar területének egy részét, mire három idősebb fia fellázadt apja ellen és fogságba vetette, majd visszahelyezte a trónra. Három évvel később következett be a fiúk második lázadása. Seregeik Colmar előtt már egymással szemben álltak, de Jámbor Lajostól még a csata előtt elpártoltak csapatai. A Frank Birodalom meggyengülésének jeleként értékelhető a normannok 834.évi első betörése és rablóhadjárata a Loire vidékén és a fríz partokon.
A birodalom második felosztására 839-ben Pippin halála után került sor Wormsban. Ekkor Pippin birodalomrészének nyugati részét Kopasz Károly, Itáliát és a középső részt Lothar, a keleti tartományokat Lajos kapta. 840-ben meghalt Jámbor Lajos. Kopasz Károly és (Német) Lajos szövetségre lépett Lothár ellen, akinek seregét 841-ben Fontenoy mellett le is győzték.
A 843-ban megkötött verduni szerződésben immár az egészet tekintve véglegesen felosztották a birodalmat, és ennek elfogadására Lothárt is rákényszerítették. A szerződés értelmében:
- Lotaringia és Észak-Itália Lothár Középső Frank Királysága lett, és Lothár kapta a császári címet is.
- A Keleti Frank Királyság, a későbbi Német-római Birodalom magja Német Lajoshoz került.
- A harmadik fiú, Kopasz Károly pedig a Nyugati Frank Királyságnak lett a királya, amelyből később a Francia Királyság kialakult.

Lothar területén (Lotaringia) az ő és fia halála után I. (Német) Lajos és II. (Kopasz) Károly osztozott a merseni szerződésben 870-ben.

### A ribemont-i szerződés
876-ban meghalt Német Lajos keleti frank király. Három fia tovább osztozott birodalmán: Karlmann Bajorország és a délkeleti grófságok, III. Lajos a Rajna-vidék, III. (Kövér) Károly római császár pedig Alamannia ura lett.
877-ben elhunyt II. (Kopasz) Károly nyugati frank király is, akit a három utódja, II. (Hebegő) Lajos 879-ben, és ennek fiai, III. Lajos 882-ben és Karlmann 884-ben is hamarosan követte a sírba. 885-ben III. (Kövér) Károly ismét egyesítette Nagy Károly egész birodalmát, de 887-ben le kellett mondania a keleti frank koronáról, mert a nemesség elégedetlen vele, mivel nem tudta az országot megvédeni a normannoktól.
Közben 880-ban a ribemont-i szerződéssel III. (ifjabb) Lajos keleti frank király megkapta a III. Lajos nyugati frank királytól és Karlmann nyugati frank királytól Lotaringia nyugati részét.

### A Frank Birodalom felosztása időrendben

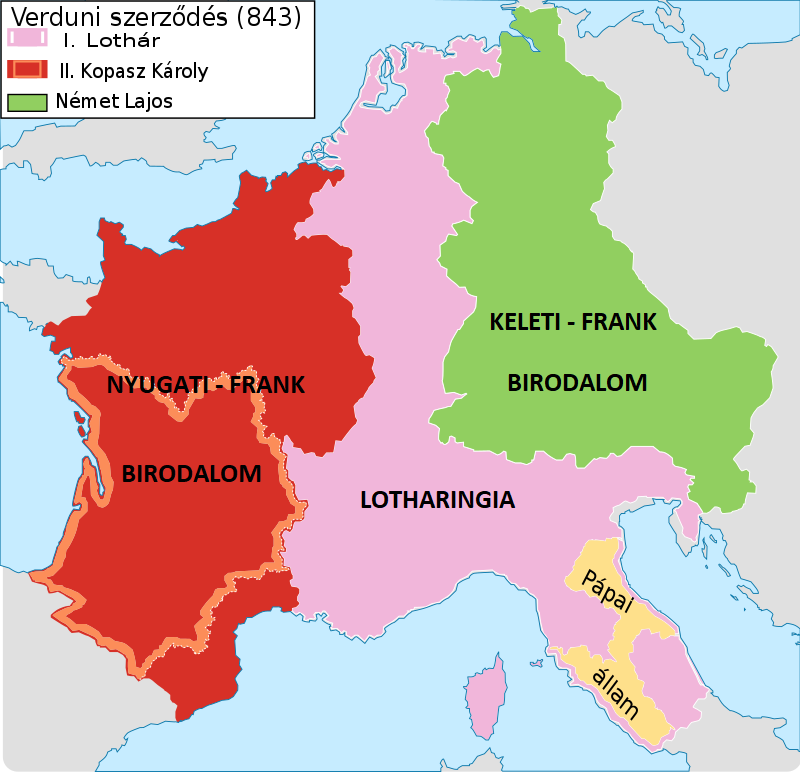
A verduni szerződés után 843-ban létrejött, három részre osztott Frank Birodalom, Nyugati Frank Királyság,Középső Frank Királyság és Keleti Frank Királyság
A Frank királyságok határai 855-ben
A határok 870-ben
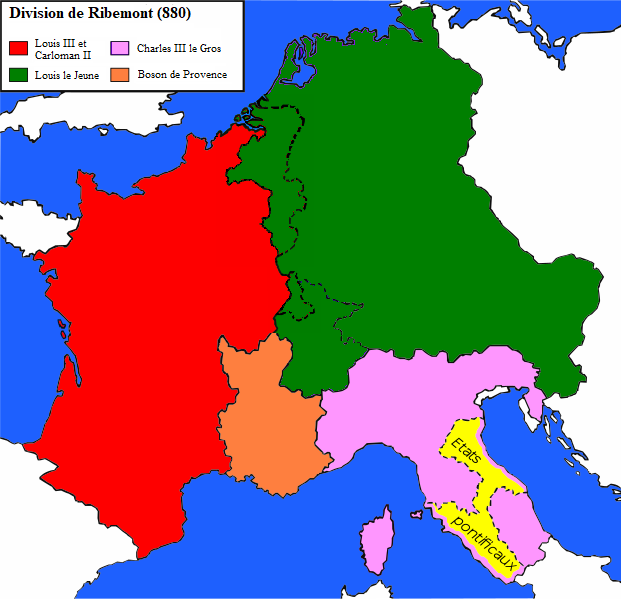
A Ribemont-i szerződésben rögzített határok 880-ban

- Verduni szerződés (843)
- Prümi szerződés (855)
- Meersseni szerződés (870)
- Ribemont-i szerződés (880)